# Hiroya Saitō
Pour les articles homonymes, voir Saito.
Hiroya Saitō (斉藤 浩哉, Saitō Hiroya, né le 1er septembre 1970) est un sauteur à ski japonais.

## Palmarès

### Jeux olympiques
| Épreuve / Édition | Nagano 1998 |
| Petit Tremplin    | 9e          |
| Grand Tremplin    | 47e         |
| Par Equipes       | Or          |

### Championnats du monde
| Épreuve / Édition | Thunder Bay 1995 | Trondheim 1997 | Ramsau 1999 |
| Petit Tremplin    | Argent           | 8e             |             |
| Grand Tremplin    |                  | 11e            | 9e          |
| Par Equipes       | Bronze           | Argent         |             |

### Championnats du monde de vol à ski
| Épreuve / Édition | Planica 1994 | Vikersund 2000 |
| Individuel        | 32e          | 37e            |

### Coupe du monde
- Meilleur classement final: 5e en 1997 et 1998.
- 2 victoires.

#### Saison par saison
| Année | Lieu                  |
| 1996  | Chamonix (France)     |
| 1997  | Willingen (Allemagne) |